# Pholcus parkyeonensis
Pholcus parkyeonensis is een spinnensoort uit de familie trilspinnen (Pholcidae). De soort komt voor in Korea.